# Borgne (fiume)
Il Borgne è un fiume del Canton Vallese, in Svizzera, che percorre la val d'Hérens e che confluisce nel Rodano a Sion, dopo aver attraversato il villaggio di Bramois.

## Percorso
Nasce dalla confluenza della Borgne d'Arolla con la Borgne de Ferpècle, all'altezza del comune di Les Haudères. Nella bassa valle il Borgne si infossa in gole profonde per più di 3 chilometri. Infine confluisce da sinistra nel Rodano. Attraversa i comuni di Evolène, Saint-Martin, Hérémence, Mont-Noble, Vex e Sion.
I suoi affluenti principali sono le Gavil, le torrent de la Sage, le Bréquet, le Pétérey, le Merdesson, le Grand Torrent, le torrent de Mely, le torrent de la Mounir, la Dixence e la Manna.

## Galleria d'immagini

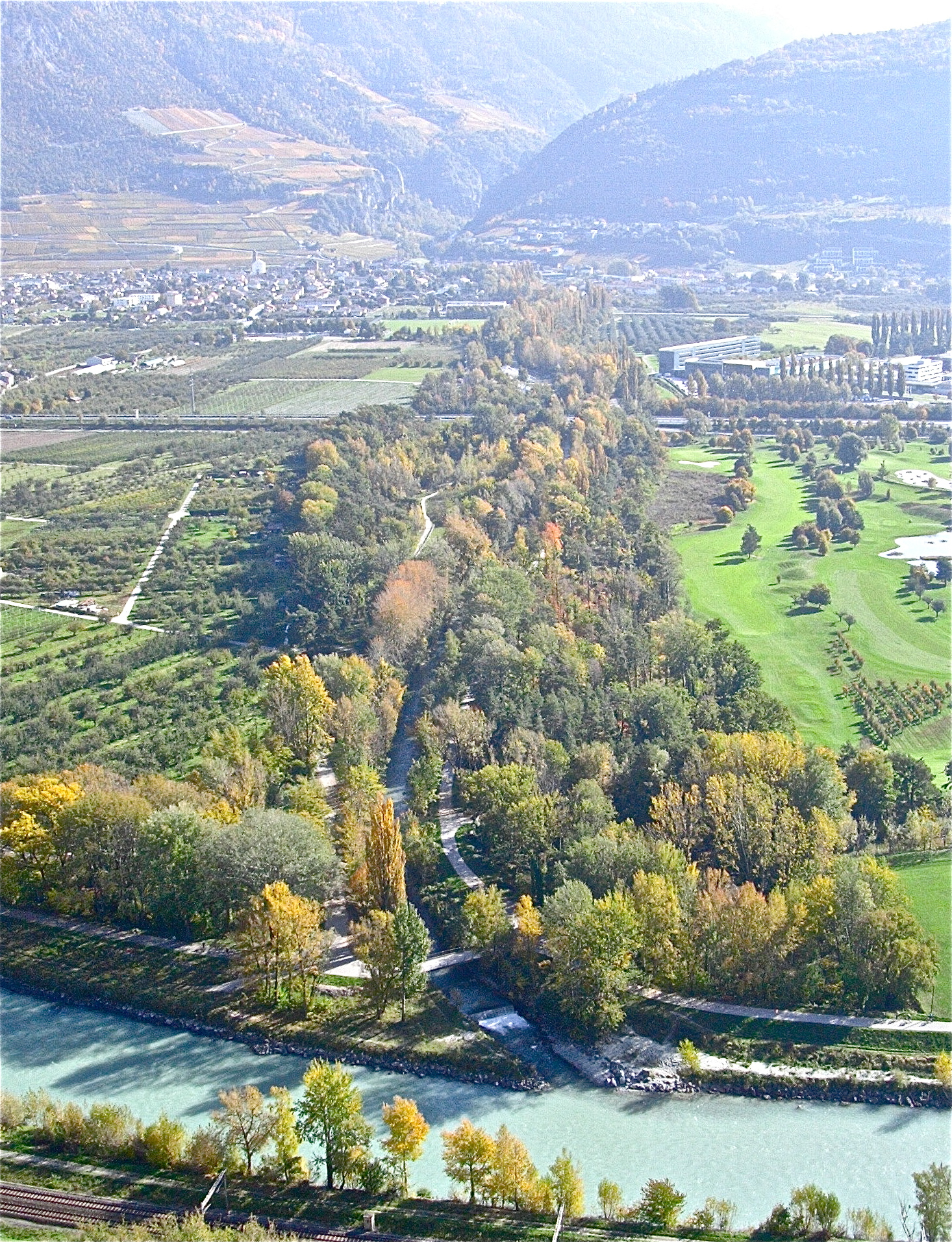
La foce della Borgne